# Шамардан
Шамарда́н (тат. Шәмәрдән) — деревня в Юкаменском районе Удмуртии. Административный центр Шамардановского сельского поселения.

## География
Деревня находится на берегу реки Лема. Абсолютная высота — 157 м уровнем моря.

## Население
| 2007 | 2010 | 2012 |
| ---- | ---- | ---- |
| 225  | ↘212 | ↘200 |

### Национальный состав
Основная часть населения — бесермяне.

## Улицы
| - ул. Верхняя, - ул. Набережная, - ул. Песочная, | - ул. Поселковая, - ул. Центральная, - пер. Южный. |

## Инфраструктура
В деревне действует начальная школа.